# Рибинськ (село)
Риби́нськ — село в Україні, у Корюківській міській громаді Корюківського району Чернігівської області. Населення становить 425 осіб. До 2020 орган місцевого самоврядування — Рибинська сільська рада, якій були підпорядковані села Журавлева Буда, Лісове, Новоселівка, Парастовське, Стопилка та с-ще Голубівщина.

## Географія
Село розташоване за 36 км від районного центру і залізничної станції Корюківка та 85 м від обласного центру. Висота над рівнем моря — 174 м.

## Історія
Село було засноване у 1920 році переважно переселенцями із сусіднього села Білошицька Слобода. Як оповідають старожили, спочатку це був хутір, який мав назву Погар, сучасна назва пішла від назви рівчака Рибин, бо в ньому було багато риби, згодом село почало називатись Рибине.
У 1926 році, за переказами старожилів, у селі була заснована кустарна артіль, що займалася виготовленням різноманітних дерев'яних виробів, хомутних кліщів, ободів, коліс, тощо.
На фронтах німецько-радянської війни та у партизанському русі брали участь 300 мешканців села, 96 з них загинули.
12 червня 2020 року, відповідно до розпорядження Кабінету Міністрів України № 730-р «Про визначення адміністративних центрів та затвердження територій територіальних громад Чернігівської області», увійшло до складу Корюківської міської громади.
19 липня 2020 року, в результаті адміністративно-територіальної реформи та ліквідації колишнього Корюківського району, село увійшло до складу новоутвореного Корюківського району.

## Історичні пам'ятки
Поблизу села було виявлене городище часів Київської Русі.

## Постаті
- Висоцький Павло Миколайович (1982—2014) — сержант Збройних сил України, учасник російсько-української війни.